# Sithon klossi
Sithon klossi är en fjärilsart som beskrevs av Riley 1945. Sithon klossi ingår i släktet Sithon och familjen juvelvingar. Inga underarter finns listade i Catalogue of Life.